# Nils Linde
Nils Linde (ur. 18 lipca 1890 w Göteborgu, zm. 17 sierpnia 1962) – szwedzki lekkoatleta.

## Kariera
Był uczestnikiem dwóch edycji igrzysk olimpijskich. W czasie igrzysk olimpijskich w 1912 roku zajął 7. miejsce w konkursie rzutu młotem i 9. miejsce w konkursie rzutu dyskiem (oburącz). Na igrzyskach w 1920 roku zaś odpadł w eliminacjach rzutu młotem oraz rzutu ciężarem.